# 朱勉塣
伊安王朱勉塣（1432年1月15日—1464年8月12日），明朝伊簡王朱顒炔的庶長子。

## 生平
宣德六年十二月十二日（1432年1月15日），朱勉塣出生。正統八年（1443年）五月初一日，封為洛陽王，天順八年七月初十日（1464年8月12日），朱勉塣去世，享年三十四歲，諡號安惠。
兩年後其子伊悼王朱諟釩襲封伊王，朝廷追封朱勉塣為伊王，改諡悼，後改諡安。

## 家庭

### 妻
- 妃張氏，河南衛指揮僉事張珍之女，正統十一年（1446年）冊為洛陽王妃[2]，生朱諟釩、朱諟鋝

### 妾
- 白氏，生朱諟𨰞[3]

### 子
- 嫡長子：伊悼王朱諟釩
- 庶次子：方城懷僖王朱諟𨰞
- 庶三子：西鄂安僖王朱諟鉠
- 嫡四子：郟城王→伊定王朱諟鋝

### 女
- 嫡女：真丘郡主，朱諟鋝之姐，弘治二年（1489年）九月在儀賓蔡昇去世當日以頭觸壁殉夫，明武宗表其坊曰嘉貞
- 另一嫡女